# Euproctis postica
Euproctis postica är en fjärilsart som beskrevs av Walker 1865. Euproctis postica ingår i släktet Euproctis och familjen tofsspinnare. Inga underarter finns listade i Catalogue of Life.